# Les Avanchets
Les Avanchets ist eine Grosssiedlung in der Schweizer Gemeinde Vernier und ein Vorort der Stadt Genf in der Schweiz. 
Die Siedlung beherbergt mit 7464 Einwohnern fast 20 Prozent der städtischen Bevölkerung. Die zu einem ansehnlichen Teil aus dem Ausland stammende Bevölkerung macht Les Avanchets zu einem weltoffenen Quartier, das jedoch unter einer überdurchschnittlichen Kriminalitätsrate leidet.

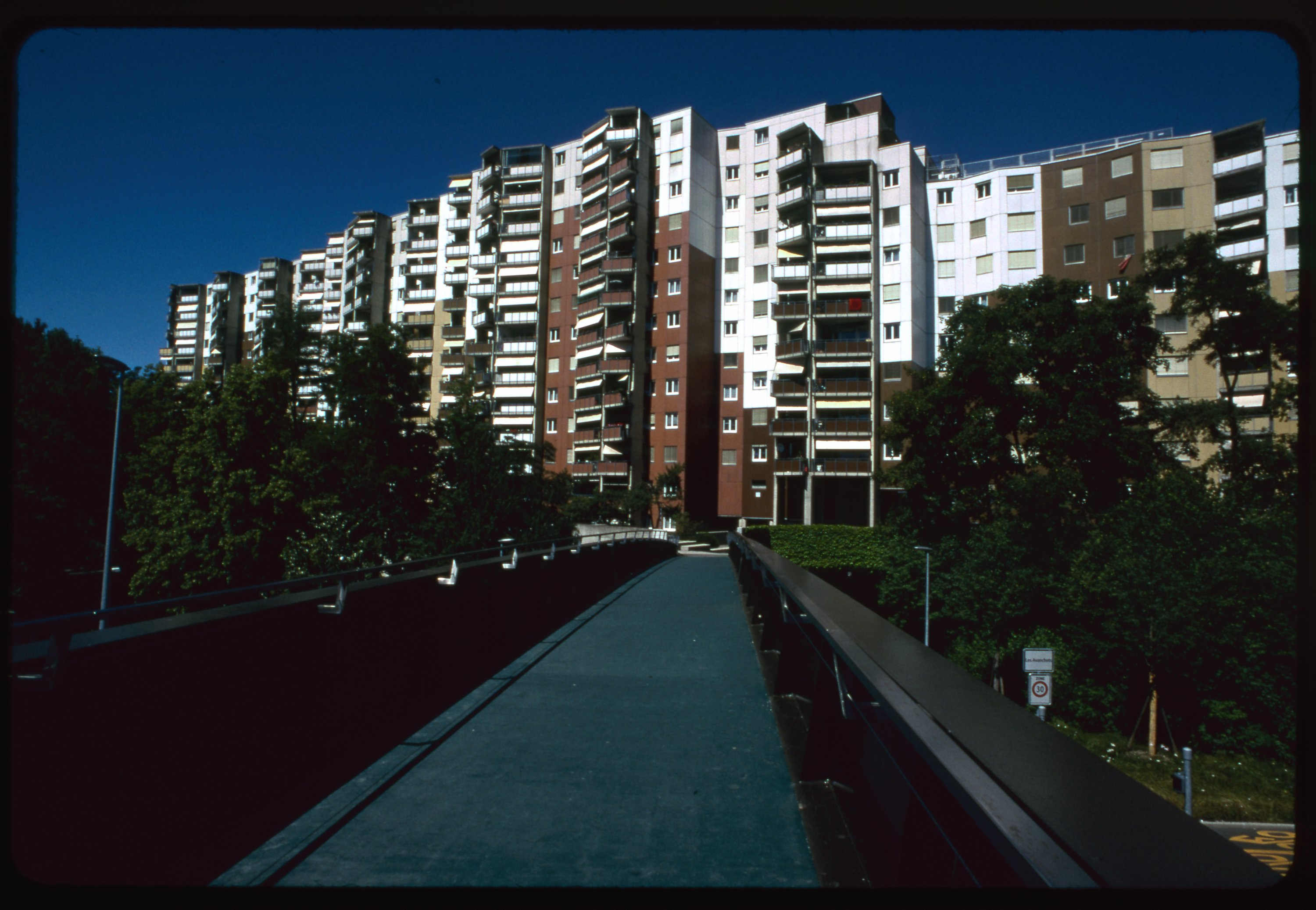
Wohnblock in Les Avanchets

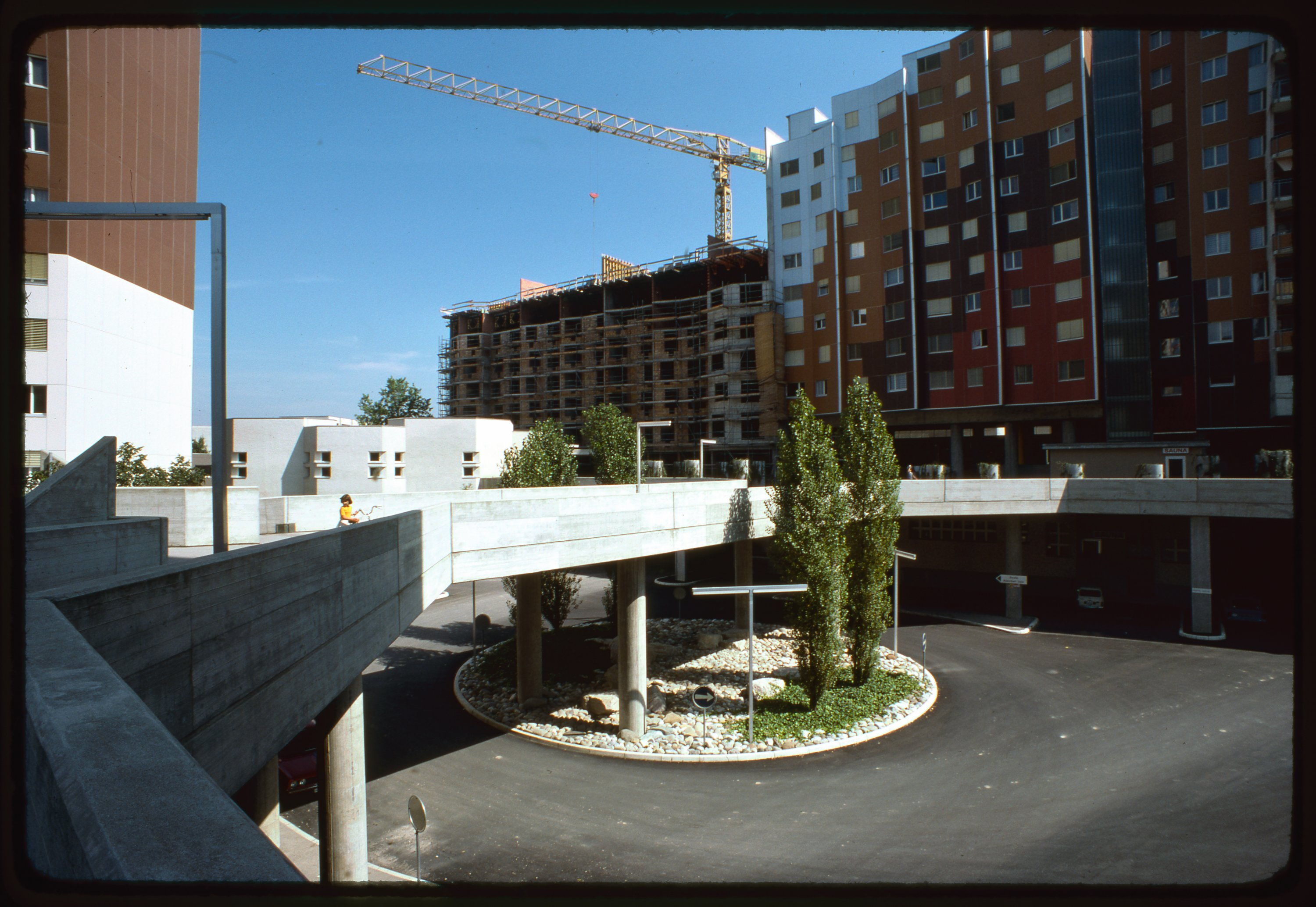
Zugänge und Zufahrten für den Strassenverkehr wurden getrennt. (1977)

## Namensherkunft
Der Quartierteil hat seinen Namen von der nant, einem Bach zwischen Le Grand-Saconnex und der Rhone.

## Bebauung
Les Avanchets bestehen aus sieben Gebäudeblöcken, die sich durch ihre vielfältigen und farbenfrohen Fassaden auszeichnen. Von oben gesehen bilden die Gebäude die Form eines Schmetterlings. Jedes Gebäude verfügt über 7 bis 13 Stockwerke und zwei Tiefgaragenebenen.
Die Zufahrtsstrassen, die insbesondere mit Namen von Flugpionieren wie Oskar Bider und François Durafour benannt sind, sind von den Fussgängerwegen getrennt. Ursprünglich sollte der Strassenverkehr komplett unterirdisch verlaufen, doch dieses Projekt wurde aus Kostengründen aufgegeben. Einige der geräumigen 2240 Wohnungen wurden an Privatpersonen verkauft.

## Infrastruktur

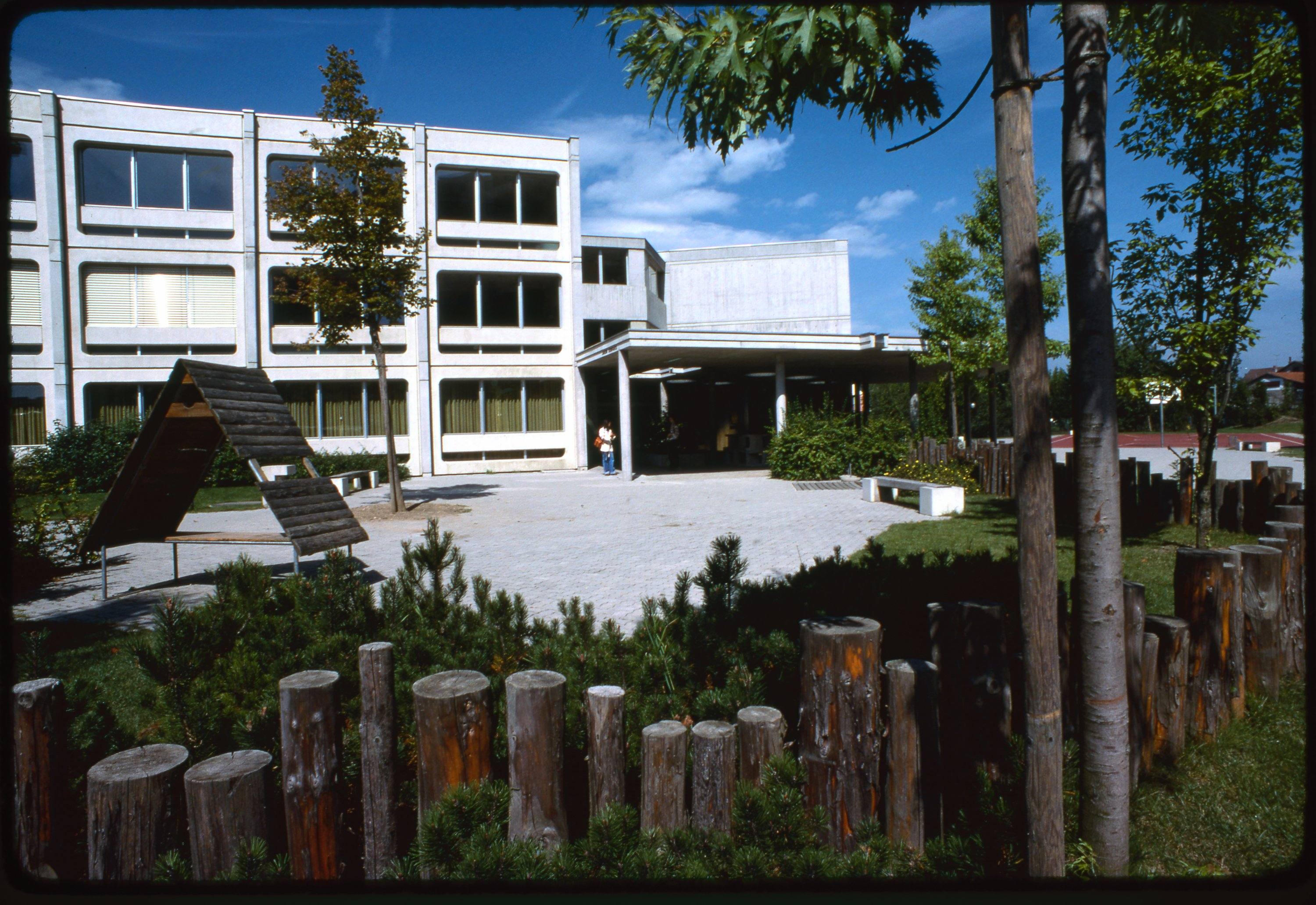
Primarschule Salève

In Les Avanchets gibt es die beiden Primarschulen Jura und Salève sowie ein ökumenisches Gemeindezentrum. Das Einkaufszentrum, das in den 1970er-Jahren gleichzeitig mit der Wohnsiedlung eingeweiht wurde, verfiel allmählich. Im Sommer 2010 wurde ein neues Shopping Center mit Supermarkt, Apotheke, Coiffeursalon, Restaurant und mehreren kleinen Läden eröffnet. Auf sportlicher Ebene verfügt Les Avanchets über drei Fussballplätze, auf denen der FC Avanchets-Sports spielt.
Die unmittelbare Umgebung des Quartiers wird durch die Transports publics genevois (TPG) mit Genf, Meyrin und Vernier erschlossen. Seit Dezember 2007 sind die Tramlinien 14 und 18 mit der Haltestelle Avanchet im Betrieb. Die Trolleybuslinie 10 verbindet die Haltestelle Floralies mit dem Flughafen Genf. Im Individualverkehr leidet Les Avanchets unter Parkplatzmangel.